# Préliminaires (album)
Pour les articles homonymes, voir Préliminaires.
Albums de Iggy Pop
Skull Ring
(2003) Après
(2012)
Préliminaires est le nom d'un album de Iggy Pop sorti en 2009 inspiré en partie par La Possibilité d'une île de Michel Houellebecq. Marjane Satrapi en a réalisé la couverture.

## Liste des morceaux
1. Les feuilles mortes : 3:55
2. I Want to Go to the Beach : 2:53
3. King of The Dogs : 2:02
4. Je sais que tu sais : 3:12
5. Spanish Coast : 3:59
6. Nice to Be Dead : 2:49
7. How Insensitive : 3:03
8. Party Time : 2:08
9. He's Dead / She's Alive : 2:00
10. A Machine for Loving : 3:16
11. She's a Business : 3:11
12. Les feuilles mortes (Marc's Theme) : 3:53